# Ferdinand Marcos y Romuáldez
Ferdinand Marcos y Romuáldez  (San Juan, 13 de septiembre de 1957), popularmente conocido como Ferdinand Marcos Jr. o Bongbong Marcos, es un político y empresario filipino, es actualmente presidente de Filipinas desde el 30 de junio de 2022. Ejerció como vicegobernador y en dos ocasiones como Gobernador de Ilocos Norte, miembro de la Cámara de Representantes de Filipinas por el 2.º distrito de dicha provincia y senador por Ilocos Norte hasta 2016. Es el segundo hijo y único varón del dictador Ferdinand Marcos y la ex primera dama Imelda Marcos.
En 1980, se convirtió en vicegobernador de Ilocos Norte y se postuló sin oposición bajo el Movimiento de la Nueva Sociedad de su padre, que gobernaba Filipinas bajo la ley marcial en ese momento. Luego se convirtió en gobernador de Ilocos Norte en 1983, ocupando ese cargo hasta que su familia fue expulsada del poder por la Revolución EDSA y huyó al exilio en Hawái en febrero de 1986. Después de la muerte de su padre en 1989, la presidenta Corazón Aquino finalmente permitió que los miembros restantes de la familia Marcos regresaran a Filipinas para enfrentar varios cargos.
Fue electo como representante del 2.º distrito congresional de Ilocos Norte de 1992 a 1995. Marcos se postuló y fue electo gobernador de Ilocos Norte nuevamente en 1998. Después de nueve años, regresó a su cargo anterior como representante desde 2007 hasta 2010, luego se convirtió en senador de Filipinas bajo el Partido Nacionalista de 2010 a 2016.
Ferdinand Marcos Jr. ha sido ampliamente criticado por su manipulación y revisionismo histórico para blanquear la imagen y la reputación de su familia. Su asociación también ha sido acusada de encubrir las violaciones de los derechos humanos y los saqueos que tuvieron lugar durante la presidencia de su padre. También fue condenado por evasión de impuestos. 
En 2015, Marcos se postuló para vicepresidente de Filipinas en las elecciones de 2016. Con una diferencia de 263,473 votos, Marcos Jr. perdió ante Leni Robredo. En respuesta, Marcos presentó una protesta electoral ante el Tribunal Presidencial Electoral. Posteriormente, su petición fue desestimada por unanimidad después del recuento piloto de las provincias elegidas de Negros Oriental, Iloilo y Camarines Sur, lo que resultó en que Robredo ampliara aún más su ventaja con 15,093 votos adicionales. Se han formado protestas rechazando los resultados que legitiman al «hijo del dictador» y el regreso de «la dinastía Marcos» tras las elecciones de mayo de 2022.

## Biografía
Ferdinand Romuáldez Marcos Jr. nació el 13 de septiembre de 1957, hijo de Ferdinand E. Marcos e Imelda Remedios Visitacion Romualdez. Su padre era representante del segundo distrito de Ilocos Norte cuando el nació, y se convirtió en senador dos años después. Marcos Jr. tenía solo 8 años cuando su padre asumió como el décimo presidente de Filipinas en 1965, pero debido a que el mandato de Ferdinand Marcos, se extendió por su declaración de la ley marcial de 1972, cuando Marcos Jr. ya tenía 18 años, su padre continuaba siendo presidente.
Estudió primero en la Institución Teresiana y La Salle Greenhills en Manila, donde obtuvo su educación infantil y primaria, respectivamente. En 1970, fue enviado a Inglaterra donde vivió y estudió en Worth School, una institución benedictina para varones.
Luego se matriculó en St Edmund Hall, Oxford para estudiar Política, Filosofía y Economía. Sin embargo, a pesar de sus afirmaciones de que se graduó de Licenciado en Filosofía, Política y Economía, no obtuvo ningún título. Marcos había aprobado en la materia de Filosofía, pero reprobó en la materia de Economía y en Política dos veces, lo que lo hizo inelegible para obtener un título. En cambio, recibió un Diploma Especial en Estudios Sociales.
Después de la Revolución del Poder Popular, la Comisión Presidencial para el Buen Gobierno descubrió que la matrícula de Marcos, la mensualidad de USD 10 000 y la propiedad en la que vivió mientras estudiaba en Wharton se pagaron con fondos que podrían atribuirse en parte a los fondos de inteligencia de la Oficina del Presidente, y en parte a algunas de las 15 cuentas bancarias que los Marcos habían abierto en secreto en los Estados Unidos con nombres falsos.
Marcos Jr. se matriculó en el programa de Maestría en Administración de Empresas en la Escuela de negocios Wharton en Filadelfia, EE.UU, el cual no pudo completar. En un comunicado, afirmó que se retiró del programa para su elección como Vicegobernador de Ilocos Norte en 1980.

## Carrera política
El primer papel formal de Bongbong Marcos en un cargo político llegó con su elección como Vicegobernador de Ilocos Norte (1980-1983) a la edad de 23 años. En 1983, dirigió un grupo de jóvenes líderes filipinos en una misión diplomática de 10 días, a China para conmemorar el décimo aniversario de las relaciones entre Filipinas y China.
Se convirtió en gobernador de Ilocos Norte desde 1983 hasta la Revolución del Poder Popular en 1986 que expulsó a su familia del poder.También estuvo, con un sueldo considerable, al frente del operador de satélites del país, Philcomsat.
En 1986, aconsejó a su padre que bombardeara los campamentos policiales y militares que apoyaban la revolución, a lo que éste se negó. La revolución, que provocó la caída del régimen, obligó a la familia Marcos a huir de Filipinas. En 1986, en Hawái, donde fueron acogidos por Estados Unidos, Ferdinand Marcos Jr. informó a su banquero suizo de que se había designado a un intermediario para realizar transacciones en su nombre. El banquero denunció entonces la trama, lo que llevó a la congelación de las cuentas suizas y a la devolución a Filipinas de varios cientos de millones de dólares de dinero malversado durante la dictadura.

### Congresista

#### Primer periodo
Después de que Marcos regresó a Filipinas en 1991, Marcos se postuló y fue elegido representante del segundo distrito de Ilocos Norte en la Cámara de Representantes de Filipinas (1992-1995). Sin embargo, cuando su madre, Imelda Marcos, se postuló para el mismo cargo, decidió no presentar su candidatura a la reelección. Durante su mandato, Marcos fue autor de 29 proyectos de ley y coautor de 90 más. En 1995, se postuló para un escaño en el Senado de Filipinas, pero no logró ser electo.
La familia Marcos sigue siendo poderosa en Filipinas, ejerciendo su influencia principalmente en el norte del país, donde posee grandes propiedades. Tras el regreso de la familia a Filipinas, su madre fue elegida dos veces diputada y su hermana también ocupó importantes cargos políticos, sucesivamente como diputada, gobernadora y senadora.  

#### Segundo periodo
En 2007, Marcos se postuló sin oposición para el escaño en el Congreso que antes ocupaba su hermana mayor, Imee Marcos. Luego fue designado líder adjunto de la minoría de la Cámara de Representantes.

### Gobernador de Ilocos Norte
Marcos fue nuevamente elegido como gobernador de Ilocos Norte en 1998, compitiendo contra el amigo y aliado más cercano de su padre, Roque Ablan Jr. Fue gobernador durante tres mandatos consecutivos que terminaron en 2007.

### Senador

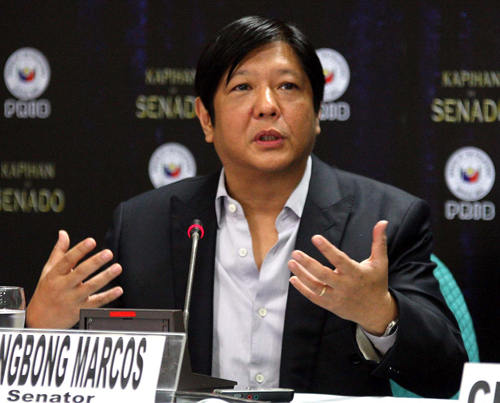
Senador Marcos en junio de 2014

En 1995, Marcos se postuló para el Senado bajo la Coalición Popular Nacionalista, pero quedó en el puesto 16. Hizo un segundo intento por el Senado en 2010, esta vez asegurando un escaño en el Senado al ubicarse séptimo en la general.
El 20 de noviembre de 2009, el Movimiento de la Nueva Sociedad (KBL) forjó una alianza con el Partido Nacionalista (NP) entre Marcos y el presidente del NP, el senador Manny Villar. Marcos se convirtió en candidato a senador invitado del NP a través de esta alianza. Posteriormente, Marcos fue destituido como miembro por el Comité Ejecutivo Nacional de KBL el 23 de noviembre de 2012. Como tal, el NP rompió su alianza con KBL debido a conflictos internos dentro del partido, sin embargo, Bongbong siguió siendo parte del Formación senatorial del NP. Fue proclamado como uno de los candidatos senatoriales ganadores de las elecciones al Senado de 2010. Asumió el cargo el 30 de junio de 2010.

### Campaña vicepresidencial 2016
El 5 de octubre de 2015, Marcos anunció a través de su sitio web su candidatura a vicepresidente de Filipinas en las elecciones generales de 2016 diciendo: "He decidido postularme para vicepresidente en las elecciones de mayo de 2016". Marcos se postuló como candidato independiente. Antes de su anuncio, había rechazado una invitación del candidato presidencial, el vicepresidente Jejomar Binay, para convertirse en su compañero de fórmula. El 15 de octubre de 2015, la candidata presidencial Miriam Defensor Santiago confirmó que Marcos sería su compañero de fórmula.
Marcos ocupó el segundo lugar en la reñida carrera por la vicepresidencia al perder ante la congresista, Leni Robredo, quien ganó por un margen de 263,473 votos, una de las más reñidas desde la victoria de Fernando López en las elecciones vicepresidenciales de 1965.

#### Protesta por resultados electorales
Marcos impugno los resultados de las elecciones, presentando una protesta electoral contra Leni Robredo el 29 de junio de 2016, el día anterior al juramento de Robredo. El presidente Rodrigo Duterte ha declarado varias veces que renunciaría si Marcos fuera su sucesor en lugar de la vicepresidenta Leni Robredo.
Un recuento comenzó en abril de 2018, cubriendo recintos electorales en Iloilo, Camarines Sur, que fueron áreas seleccionadas por Marcos. En octubre de 2019, el tribunal determinó que la ventaja de Robredo aumentó en alrededor de 15,000 votos, un total de 278,566 votos de la ventaja original de Robredo de 263,473 votos, luego de un recuento de las boletas de los 5,415 recintos agrupados en las provincias piloto identificadas por Marcos. El 16 de febrero de 2021, el PET desestimó por unanimidad la protesta electoral de Bongbong Marcos contra Leni Robredo.

### Campaña presidencial 2022

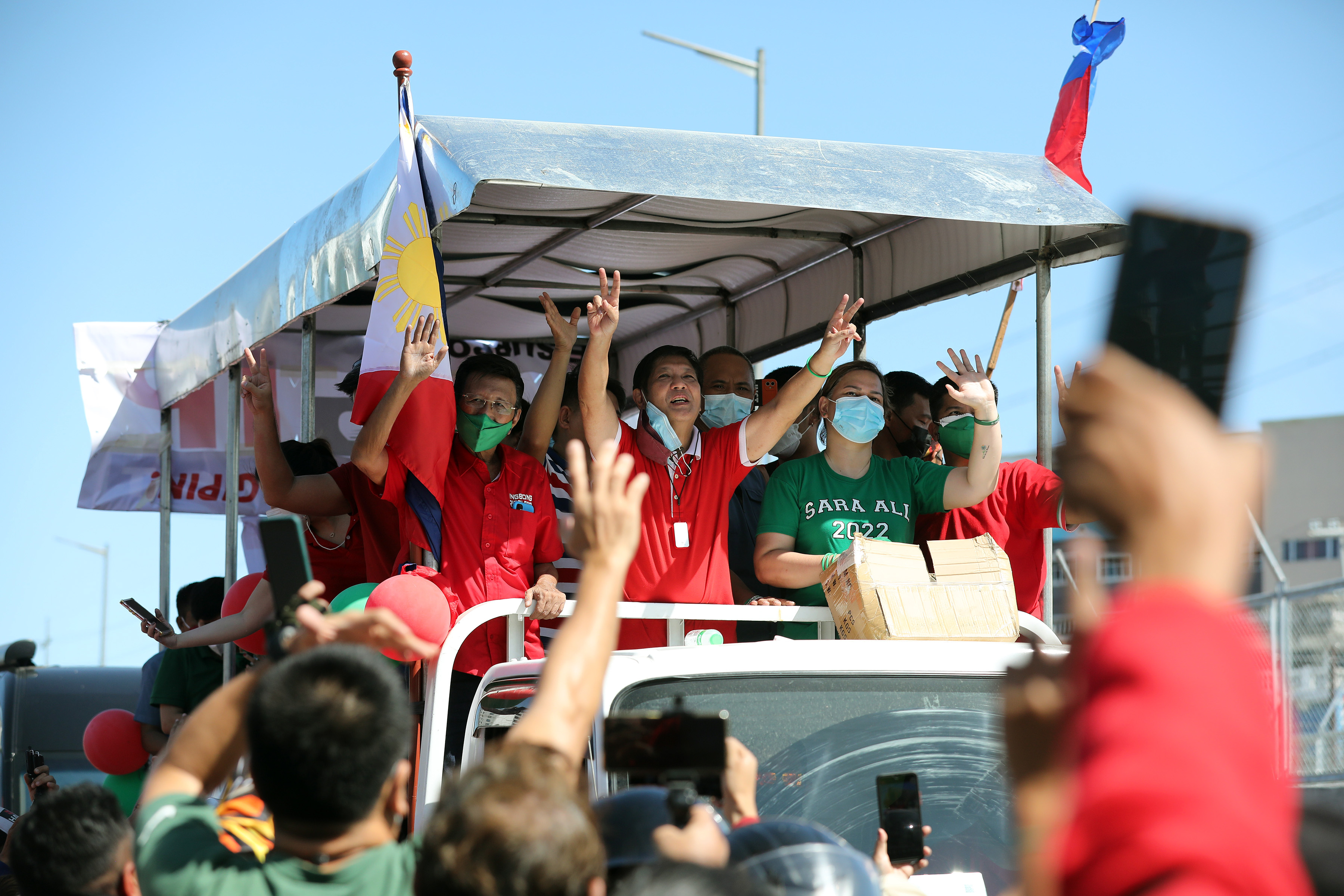
Marcos Jr. (centro) y su compañera de fórmula Sara Duterte durante una caravana en Ciudad Quezon en diciembre de 2021

Marcos lanzó oficialmente su campaña para las elecciones presidenciales de 2022 el 5 de octubre de 2021 a través de una publicación de video en Facebook. Se presentó en representación del Partido Federal de Filipinas, asumiendo la presidencia del partido el mismo día, mientras también cuenta con el respaldo de su antiguo partido, el Movimiento de la Nueva Sociedad. Marcos presentó su certificado de candidatura ante la Comisión Electoral al día siguiente.
Durante la campaña, Ferdinand Marcos Jr. no concede entrevistas a los principales medios de comunicación del país y no participa en ningún debate con los demás candidatos. Las redes sociales se han visto inundadas de información falsa sobre la riqueza de la familia o el progreso económico alcanzado bajo el mandato de Ferdinand Marcos padre. Por el contrario, sus oponentes han sido objeto de decenas de afirmaciones falsas o engañosas, incluyendo fotos y vídeos falsos destinados a presentar a Leni Robredo como estúpida o comunista.
El 9 de mayo de 2022, Ferdinand Marcos Jr. fue elegido Presidente de Filipinas frente a Leni Robredo. Su toma de posesión tuvo lugar el 30 de junio. Esta victoria marca el regreso del clan Marcos al poder, 36 años después de la marcha de su padre. Además, su victoria es un triunfo: fue elegido con el 58,7% de los votos y puede contar con el apoyo de la mayoría de la Cámara de Representantes y del Senado y de las muy maleables instituciones de Filipinas. 
Como respuesta a sus críticos, Bongbong ha dicho que intentará hacer valer los "derechos territoriales marítimos" de Filipinas bajo su liderazgo a pesar de buscar un acercamiento con China. Esto debido a la disputa en el mar de Filipinas Occidental con la China continental. En 2016 un fallo de la Corte Permanente de Arbitraje ubicada en La Haya reconoció al bajo de Masinloc y a otras islas en disputa.

### Política exterior
Como su padre en el pasado, es proamericano en cuestiones geopolíticas. Tras dar acceso al ejército estadounidense a cuatro nuevas bases militares en Filipinas -que se suman a las cinco que ya tiene abiertas-, en febrero de 2023 propuso la idea de un acuerdo militar tripartito entre Filipinas, Estados Unidos y Japón. Filipinas volvería a convertirse así en una pieza clave de la estrategia estadounidense en la región.
En mayo de 2023, Manila y Washington anunciaron un nuevo conjunto de directrices bilaterales de defensa. Según el gobierno estadounidense, éstas deberían reforzar la interoperabilidad de los ejércitos filipino y estadounidense "en todas las áreas operativas, incluyendo tierra, mar, aire, espacio y ciberespacio". Joe Biden también anunció que Estados Unidos "apoyará la modernización" del ejército filipino. La edición 2023 de las maniobras militares conjuntas anuales entre Estados Unidos y Filipinas es la mayor jamás organizada y ha provocado las protestas de China.

### Medidas represivas
Su gobierno detuvo al activista de izquierdas y candidato a la vicepresidencia Walden Bello.
La Iglesia católica filipina ha denunciado la intensificación de la militarización en las zonas rurales y la detención de sacerdotes y decenas de personas, con el pretexto de ser miembros o simpatizantes de "grupos comunistas o terroristas armados". La Iglesia señala que "quienes defienden la tierra, a menudo propiedad ancestral de los pueblos indígenas, contra el desarrollo de minas y presas, se enfrentan al ejército filipino, que utiliza su poder para proteger los intereses de las empresas multinacionales". Los agricultores que buscan medios de vida justos, decentes y sostenibles para sus familias y comunidades son a menudo encarcelados o asesinados, mientras que los abogados que intentan representarlos son agredidos o detenidos". El Consejo Mundial de Iglesias (CMI), reunido en Ginebra en junio de 2023, también condenó las "graves violaciones de los derechos humanos" cometidas en Filipinas.